# Iwonka Surwilla

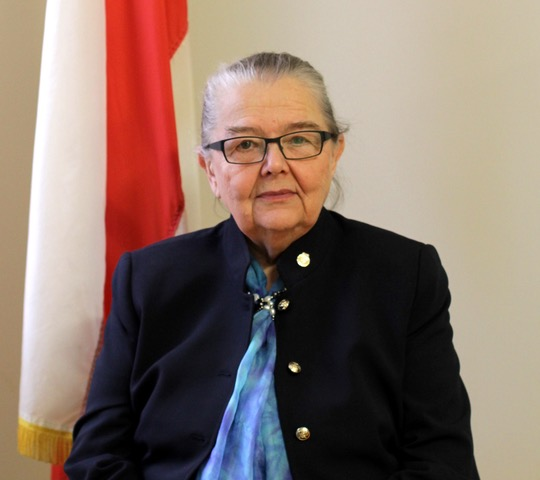
Ivonka Survilla

Ivonka Survilla (auch Survila, belarussisch Івонка Сурвілла, geb. Шыманец / Schymanjez; * 11. April 1936 in Stoubzy, Polen (heute Belarus)) ist eine belarussische Politikerin und seit 1997 die Vorsitzende der Rada BNR, der Exilregierung der Weißrussischen Volksrepublik.

## Biografie
Ivonka Survilla wurde 1936 in Stoubzy geboren. Sie ging 1944 mit ihrer Familie ins Exil nach Dänemark und Frankreich, wo sie den Großteil ihrer Jugend verbrachte. Dort studierte Survilla auch an der École nationale supérieure des beaux-arts Bildende Kunst. Später heiratete sie den Belarussen Janka Survilla, mit dem sie nach Spanien zog. Survilla hat mit ihm zwei Töchter, Hanna und Paulinka, welche beide in Madrid geboren sind. In Spanien arbeitete sie von 1958 bis 1965 für einen Radiofunksender.
1969 zog sie mit ihrer Familie nach Kanada. 1974 wurde Survilla Vorsitzende des Weißrussischen Instituts für Künste und Wissenschaften in Kanada. Infolge der Nuklearkatastrophe von Tschernobyl begann sie sich aktiv für die Opfer der Katastrophe einzusetzen. Survilla gründete einen Verband, der medizinische Hilfe leistete und sich für die Aufnahme von Menschen aus der radioaktiven Zone einsetzte. 1997 wurde Ivonka Survilla zur Vorsitzenden der Rada BNR gewählt.
Im Vorfeld der Präsidentschaftswahl in Belarus 2020 stellte sich Survilla gegen die erneute Kandidatur des langjährigen Machthabers Aljaksandr Lukaschenka und rief die Bevölkerung Weißrusslands zu Protesten auf. Während der Proteste ab 2020 drückte sie ihre uneingeschränkte Unterstützung für Demonstranten aus. Sie verlangte unter anderem die aktive Einmischung westlicher Staaten in die Geschehnisse in Belarus.